# ماري لويز ماكلولين
ماري لويز ماكلولين (بالإنجليزية: Mary Louise McLaughlin)‏ هي خزافة أمريكية، ولدت في 29 سبتمبر 1847 في سينسيناتي في الولايات المتحدة، وتوفيت في 13 يناير 1939.